# Orfű, Baranya
Orfű este un sat în districtul Pécs, județul Baranya, Ungaria, având o populație de 997 de locuitori (2011). 

## Demografie
Componența etnică a satului Orfű
     Maghiari (91,02%)
     Germani (4,14%)
     Romi (1,89%)
     Necunoscut (2,01%)
     Alții (0,95%)
Componența confesională a satului Orfű
     Romano-catolici (44,13%)
     Fără religie (15,45%)
     Reformați (4,21%)
     Atei (2,31%)
     Luterani (1,71%)
     Necunoscută (31,7%)
     Greco-catolici (0,5%)
     Alte religii (0,8%)
Conform recensământului din 2011, satul Orfű avea 997 de locuitori. Din punct de vedere etnic, majoritatea locuitorilor (91,02%) erau maghiari, existând și minorități de germani (4,14%) și romi (1,89%). Apartenența etnică nu este cunoscută în cazul a 2,01% din locuitori. Nu există o religie majoritară, locuitorii fiind romano-catolici (44,13%), persoane fără religie (15,45%), reformați (4,21%), atei (2,31%) și luterani (1,71%). Pentru 31,7% din locuitori nu este cunoscută apartenența confesională.